# FXYD6
FXYD6 (англ. FXYD domain containing ion transport regulator 6) – білок, який кодується однойменним геном, розташованим у людей на 11-й хромосомі. Довжина поліпептидного ланцюга білка становить 95 амінокислот, а молекулярна маса — 10 542.
| 10         |  | 20         |  | 30         |  | 40         |  | 50         |
| ---------- |  | ---------- |  | ---------- |  | ---------- |  | ---------- |
| MELVLVFLCS |  | LLAPMVLASA |  | AEKEKEMDPF |  | HYDYQTLRIG |  | GLVFAVVLFS |
| VGILLILSRR |  | CKCSFNQKPR |  | APGDEEAQVE |  | NLITANATEP |  | QKAEN      |

A: Аланін

C: Цистеїн

D: Аспарагінова кислота

E: Глутамінова кислота

F: Фенілаланін

G: Гліцин

H: Гістидин

I: Ізолейцин

K: Лізин

L: Лейцин

M: Метіонін

N: Аспарагін

P: Пролін

Q: Глутамін

R: Аргінін

S: Серин

T: Треонін

V: Валін

Кодований геном білок за функцією належить до іонних каналів. 
Задіяний у таких біологічних процесах, як транспорт іонів, транспорт, альтернативний сплайсинг. 
Локалізований у мембрані.